# FC Voluntari
FC Voluntari este un club profesionist de fotbal din Voluntari, județul Ilfov, România, ce evoluează în prezent în Liga a II-a. Clubul a fost fondat în 2010, în urma deciziei Consiliului Local de a dezvolta comunitatea prin intermediul fotbalului.
Primul sezon în Liga 1 a avut loc în 2015-16. Primul trofeu obținut de club a fost Cupa României în 2017 după ce au învins pe Astra Giurgiu în finala Cupei României la loviturile de departajare. În același sezon FC Voluntari a reușit să câștige și Supercupa României împotriva echipei FC Viitorul cu scorul de 1-0.

## Istoric

### Ascensiunea spre SuperLiga României
În sezonul 2012-13 al Ligii IV, FC Voluntari a terminat pe locul al doilea și a promovat în Liga III.
De data aceasta au câștigat Liga III 2013-14 și au promovat din nou în Liga a II-a.
În Liga a II-a au avut performanțe notabile împotriva Farul Constanța și CF Brăila. La sfârșitul sezonului de Liga II din 2014-15, au promovat pentru prima dată în istoria clubului în Superliga României prin play-off-urile de promovare.

### SuperLiga României
Sezonul 2015-16 Superliga României a fost unul dur pentru FC Voluntari, deoarece multe schimbări tehnice și administrative au dus clubul în zona de retrogradare. Finalizând a 12-a, echipa s-a confruntat cu un baraj de promovare / retrogradare împotriva UTA Arad, locul 2 în Seria II-a a ligii II-a din 2015-16. FC Voluntari a câștigat 3-1 la general și a rămas în Superliga României.
Cu jucătorii experimentați precum Vasile Maftei, Florin Cernat sau Laurențiu Marinescu în echipă, Voluntari s-a mobilizat în sezonul 2016-17 Superliga României, terminând pe locul 9 și evitând o a doua bătălie de retrogradare consecutivă.

### Câștigarea Cupei României
Cea mai mare realizare pentru club a fost câștigarea Cupei României împotriva lui Astra Giurgiu, primul trofeu major în istoria sa scurtă. Finala competiției cu numărul 79, s-a desfășurat pe 27 mai 2017. La finalul celor 2 reprize de prelungiri scorul a fost 1-1; 5-3 după penaltiuri. Pentru Voluntari a egalat Laurențiu Marinescu, în minutul 84, iar din penalty au marcat: Adrian Bălan, Laurențiu Marinescu, Mihai Voduț, Daniel Ivanovici și Cosmin Achim.

### Câștigarea Supercupei României
Supercupa României 2017 a fost cea de-a 19-a ediție a Supercupei României. Meciul a avut loc între campioana Ligii I, FC Viitorul, și câștigătoarea Cupei României 2016-2017, FC Voluntari. Meciul a fost câștigat de FC Voluntari prin golul marcat de Costin Lazăr, care a adus al doilea trofeu din istoria clubului.
La finalul sezonului regular 2017-2018, Voluntari s-a aflat pe locul al 10-lea, iar play-out-ul l-a terminat pe locul 6, loc de baraj disputat cu Chindia Târgoviște. La finalul celor două manșe, Voluntari și-a păstrat poziția în Superliga României.
Sezonul 2018-2019 s-a terminat cu Voluntari pe locul 13 din 14 echipe, începând play-out-ul pe locul 7 din 8 echipe. După un parcurs bun, a terminat pe locul  5 chiar ultimul loc ce le asigura locul în Superliga României.
Sezonul regular 2019-2020 Voluntari l-a terminat pe ultimul loc, 14. Dar la fel ca în sezonul precedent, a reușit un play-out bun, la final ocupând din nou locul 5, rămânând astfel în prima ligă.
Voluntari a terminat pe 12 sezonul regulat 2020-2021, și a început play-out-ul de pe locul 6. A terminat play-out-ul pe locul 7, loc de baraj de menținere în Superliga României. Barajul l-a câștigat cu scorul general de 6-1, împotriva echipei Dunărea Călărași.

### Calificare în play-off
În sezonul regular 2021-2022 Voluntari a reușit să termine pe locul 6, iar la finalul play-off-ului au terminat mai bine, reușind să termine tot pe locul 4, care a fost cea mai bună clasare din istoria clubului. Totodată a reușit calificarea în finala Cupei României 2021-2022, pierduta contra clubului Sepsi Sfântu Gheorghe cu scorul de 2-1. Pentru Voluntari a marcat Andres Dumitrescu (autogol).
În sezonul regular 2022-2023 echipa s-a clasat pe locul al 10-lea, la fel și la finalul play-out-ului.
FC Voluntari a retrogradat la finalul sezonului 2023-2024, în urma eșecului de pe teren propriu (0-1) împotriva echipei FC Universitatea Cluj.

## Stadion

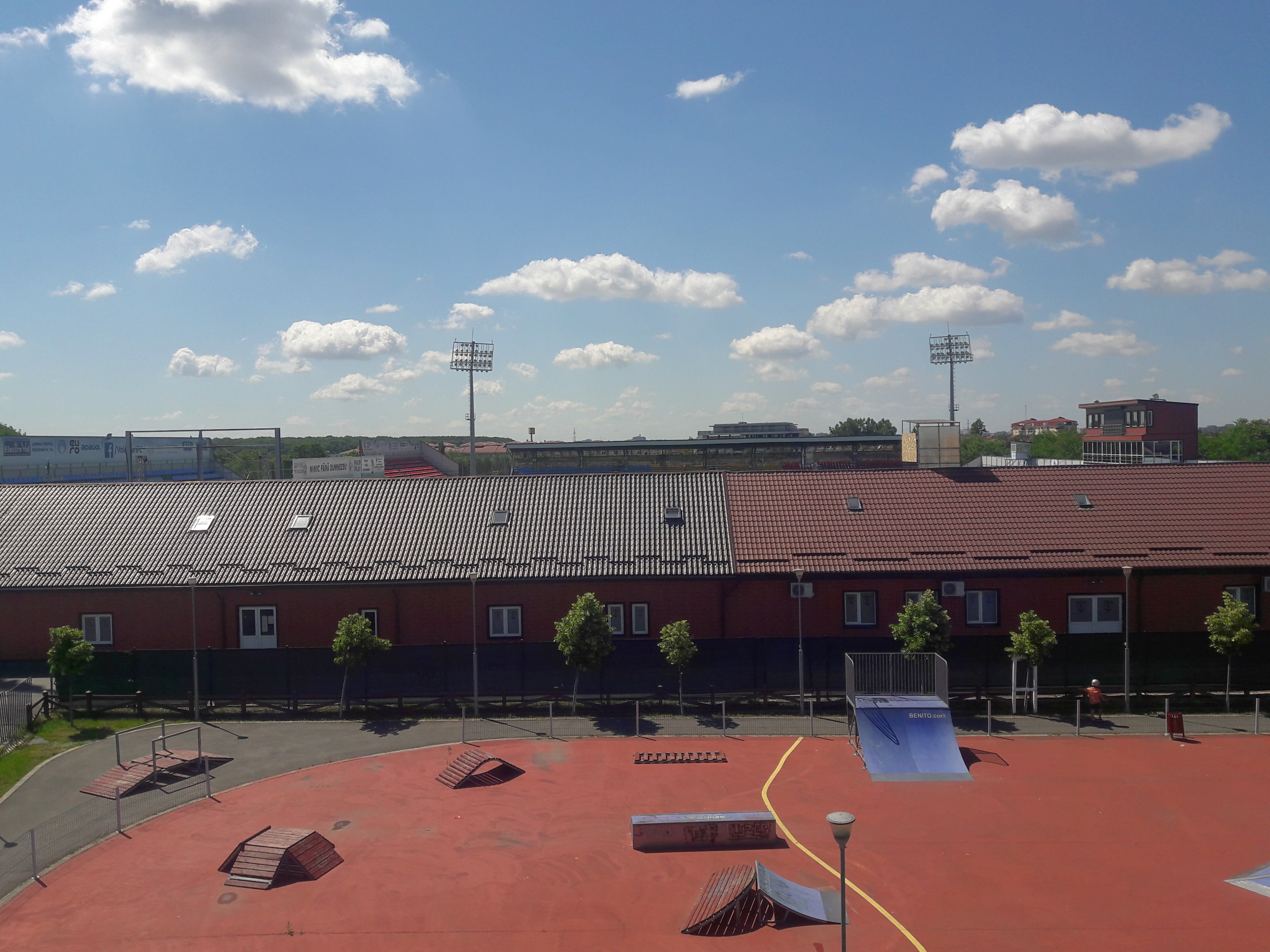
Stadionul Anghel Iordănescu

Clubul își joacă meciurile de acasă pe Stadionul Anghel Iordănescu din Voluntari, care are o capacitate de 4.518 de locuri.

## Palmares
SuperLiga României
- Locul(4): 2021-22
 Retrogradare 2023-2024

 Liga a II-a
- Campioană (1): 2014-2015

 Liga a III-a
- Campioană (1): 2013-2014

 Cupa României
- Câștigătoare (1): 2016-2017

 Supercupa României
- Câștigătoare (1): 2017

## Lotul actual
La 12 iunie 2025.
| Nr. |          | Poziție | Jucător            |
| --- | -------- | ------- | ------------------ |
|     | România  | M       | Mihael Onișa⁠(d)    |
|     | România  | F       | Florinel Mitrea⁠(d) |
|     | România  | M       | Daniel Toma⁠(d)     |
|     | România  | F       | Vlad Andreș⁠(d)     |
|     | România  | M       | Alberto Călin⁠(d)   |
|     | România  | M       | Doru Andrei⁠(d)     |
|     | România  | M       | Robert Mustacă⁠(d)  |
|     | România  | M       | Remus Guțea⁠(d)     |
|     | România  | M       | Andrei Pițian⁠(d)   |
|     | România  | A       | Marvin Schieb⁠(d)   |
|     | România  | F       | Ionuț Panțîru      |
|     | Slovacia | A       | Adam Nemec         |

| Nr. |                   | Poziție | Jucător               |
| --- | ----------------- | ------- | --------------------- |
|     | Cehia             |         | Antonín Fantiš⁠(d)     |
|     | România           | F       | Radu Crișan⁠(d)        |
|     | Franța            | F       | Mickaël Panos⁠(d)      |
|     | România           | M       | Nicolae Carnat        |
|     | România           | F       | Alexandru Gîț⁠(d)      |
|     | România           | F       | Cătălin Alexe⁠(d)      |
|     | România           | M       | Angelo Cocian⁠(d)      |
|     | România           | M       | George Merloi⁠(d)      |
|     | Republica Moldova | F       | Igor Armaș            |
|     | România           | M       | Andrei Pandele⁠(d)     |
|     | România           | F       | Radu-Ștefan Zamfir⁠(d) |

### Voluntari II
La 6 November 2018.
Antrenori : FLORIN MORAR
| Nr. |         | Poziție | Jucător                      |
| --- | ------- | ------- | ---------------------------- |
| 1   | România | P       | Alexandru Dragomir           |
| 12  | România | P       | Paraschiv Daniel             |
| —   | România | F       | George Buliga (Vice-Captain) |
| —   | România | F       | Dan Dinu                     |
| —   | România | F       | Cornel Gheorghe              |
| —   | România | F       | Sebastian Ignat (Captain)    |
| —   | România | F       | Bogdan Mitache               |
| —   | România | M       | Viorel Brocea                |
| —   | România | M       | Mario Dumitru                |
| —   | România | M       | Cristian Ghiurcă             |

| Nr. |         | Poziție | Jucător             |
| --- | ------- | ------- | ------------------- |
| —   | România | M       | Eduard Gogoi        |
| —   | România | M       | Omar Kasabji        |
| —   | România | M       | Laurențiu Manole    |
| —   | România | M       | Cristian Nica       |
| —   | România | M       | David Nistor        |
| —   | România | M       | Eduard Vraciu       |
| —   | România | A       | Florin Bălan        |
| —   | România | A       | Ioniță Valentin     |
| —   | România | A       | Iustin Drăgănoaia   |
| —   | România | A       | Cezar Trandafirescu |

## Oficialii clubului
| Rol                                     | Nume             |
| --------------------------------------- | ---------------- |
| Proprietar                              | Orașul Voluntari |
| Președinte                              | Robert Frunză    |
| Președinte executiv                     | Gabriel Tamaș    |
| Director general                        | Bogdan Bălănescu |
| Director economic                       | Diana Istrate    |
| Director sportiv                        | Florin Cernat    |
| Consilier sportiv                       | Gabriel Popescu  |
| director administrativ                  | Ionuț Bogaciu    |
| Manager centru tineret                  | Mircea Rădulescu |
| Coordonator Centrul de Tineret          | Cătălin Bârleanu |
| Organizator de competiții               | Emil Badea       |
| Secretar                                | Florin Verigeanu |
| Responsabil pentru comandă și siguranță | Iulian Ghirie    |
| Ofițer de presă                         | Radu Oprișan     |

| Rol                 | Nume                     |
| ------------------- | ------------------------ |
| Antrenor principal  | Claudiu Niculescu        |
| Antrenor secund     | Sorin Popescu            |
| Antrenor secund     | Viorel Tănase            |
| Antrenor de portari | Dumitru Hotoboc          |
| Antrenor de fitness | Lucian Păun              |
| Medici              | Costin Dan Vlad Cîrstea  |
| Kinetoterapeut      | Ionuț Stoica Dan Sarivan |
| Maseuri             | Florin Dragne            |
| Magazioner          | Dan Ilie Marian Mirescu  |

## Parcursul competițional
| Sezon   | Divizie            | Loc | Note                                           | Cupa României |
| 2025-26 | Liga a II-a        | TBD |                                                | TBD           |
| 2024–25 | Liga a II-a        | 4   |                                                | Play-off      |
| 2023–24 | SuperLiga României | 15  | Retrogradată                                   | Semifinale    |
| 2022–23 | SuperLiga României | 9   |                                                | Faza grupelor |
| 2021–22 | Liga I             | 4   |                                                | Finalistă     |
| 2020–21 | Liga I             | 13  | Câștigătoarea barajului de promovare/menținere | Șaisprezecimi |
| 2019–20 | Liga I             | 11  |                                                | Optimi        |
| 2018–19 | Liga I             | 11  |                                                | Optimi        |

| Sezon   | Divizie                      | Loc   | Note                                           | Cupa României |
| 2017–18 | Liga I                       | 12    | Câștigătoarea barajului de promovare/menținere | Șaisprezecimi |
| 2016–17 | Liga I                       | 9     |                                                | Câștigătoare  |
| 2015–16 | Liga I                       | 12    | Câștigătoarea barajului de promovare/menținere | Șaisprezecimi |
| 2014–15 | Liga a II-a (Seria I)        | 1 (C) | Promovată                                      | Turul cinci   |
| 2013–14 | Liga a III-a (Seria a II-a)  | 1 (C) | Promovată                                      | Turul cinci   |
| 2012–13 | Liga a III-a (Seria a III-a) | 7     |                                                | Turul trei    |
| 2011–12 | Liga a III-a (Seria a II-a)  | 6     |                                                | Turul partu   |
| 2010–11 | Liga a III-a (Seria a II-a)  | 6     |                                                |               |

## Jucători emblematici
Jucătorii enumerați aici au jucat cel puțin un meci internațional pentru țara lor.
Croația
- Croația Saša Novaković

Coasta de Fildes
- Coasta de Fildeș Hamed Koné

România
- România Tiberiu Bălan
- România Nicolae Grigore
- România Laurențiu Iorga
- România Vasile Maftei
- România Florin Maxim
- România Daniel Pancu
- România Paul Pârvulescu
- România Sorin Rădoi
- România Laurențiu Rus
- România Dinu Todoran

Tunisia
- TUN Aïssa Laïdouni

Țările de Jos
- NED John Goossens

## Antrenori
- Romeo Bunică (iulie 2010—iunie 2011)
- Bogdan Andone (iulie 2011–octombrie 2012)
- Romeo Bunică (octombrie 2012–iulie 2013)
- Adrian Iencsi (iulie 2013-iunie 2014)
- Ilie Poenaru (iunie 2014—iunie 2015)
- Bogdan Vintilă (iulie 2015—14 august 2015)
- Flavius Stoican (15 august 2015—24 septembrie 2015)
- Mircea Rădulescu (24 septembrie 2015—8 octombrie 2015)
- Gheorghe Multescu (8 octombrie 2015—22 ianuarie 2016)
- Ionel Ganea (24 ianuarie 2016—25 aprilie 2016)
- Sorin Popescu (27 aprilie 2016—12 iunie 2016)
- Florin Marin (12 iunie 2016—10 martie 2017)
- Dinu Todoran (10 martie 2017—2 aprilie 2017)
- Claudiu Niculescu (3 aprilie 2017—14 aprilie 2018)
- Adrian Mutu (14 aprilie 2018—14 iunie 2018)
- Daniel Oprița (21 iunie 2018—21 august 2018)
- Dinu Todoran (25 august 2018—7 noiembrie 2018)
- Cristiano Bergodi (8 noiembrie 2018—6 ianuarie 2020)
- Mihai Teja (8 ianuarie 2020—28 decembrie 2020)
- Bogdan Andone (29 decembrie 2020—6 mai 2021)
- Liviu Ciobotariu (7 mai 2021-8 iunie 2023)
- Ilie Poenaru (8 iunie 2023—31 ianuarie 2024)
- Nicolae Dică (31 ianuarie 2024—12 martie 2024)
- Florin Pârvu (12 martie 2024—6 iunie 2024)
- Claudiu Niculescu (6 iunie 2024—)